# Альберт Лутхули (местный муниципалитет)
Альберт Лутхули (Albert Luthuli) — местный муниципалитет в районе Герт Сибанде провинции Мпумаланга (ЮАР). Административный центр — Каролина. Муниципалитет назван в честь бывшего президента АНК Альберта Лутули.

## Население
Численность начисление по переписи в  2011.
Группы населения:
| Группа населения   | Количество | Доля    |
| ------------------ | ---------- | ------- |
| Черных африканев   | 181.531    | 97,59 % |
| Белых              | 2.938      | 1,58 %  |
| Индейцы или азиаты | 755        | 0,41 %  |
| Цветные            | 434        | 0,23 %  |
| Другие             | 353        | 0,19 %  |

## Заповедники
- Заповедник плотины Ноитгедахт
- Заповедник Сонгимвело

## Внешние ссылки
- Официальный сайт